# 고트프리트 헬른바인

고트프리트 헬른바인, "에피파니 1 (동방박사의 예배)"/"Epiphany I (Adoration of the Magi)", 캔버스에 혼합매체, 1996

고트프리트 헬른바인(Gottfried Helnwein, 1948년 10월 8일~)은 빈에서 태어난 오스트리아계 아일랜드인 예술가이다. 활동 분야는 미술, 사진, 퍼포먼스 등이다.
헬른바인은 빈 시각예술 대학(Akademie der Bildenden Künste Wien)에서 회화를 전공했다. 그는 같은 대학에서의 상급 세미나 상 (Meisterschulpreis/Master-class prize), 카르디날 쾨니히 상 (Kardinal-König prize), 테오도어 쾨르너 상 (Theodor-Körner prize)을 받았다.
그의 초기의 작업은 주로 초현실주의 경향으로 부상당한 어린이들을 소재로 한 수채화와 대부분 아이들과 공공장소에서 퍼포먼스였다. 헬른바인은 심리적, 사회적 불안감, 역사적 사건, 정치적인 주제를 주로 다루는 주제의식을 강조하는 예술가이다. 따라서 대부분의 작품이 도발적이며, 논란을 불러일으킨다. 갖가지 기술과 매체를 사용하여 그는 화가, 제도사, 사진작가, 벽화가, 조각가, 퍼포먼스 예술가로 다양하게 활동한다. 헬른바인은 또한 함부르크 국립오페라단 (Staatsoper Hamburg), 베를린 민중극장 (Volksbühne Berlin), 로스앤젤레스 오페라단 (Los Angeles Opera)과의 작업을 비롯하여 다양한 연극, 발레, 오페라 작품의 무대와 의상 디자인을 맡기도 했다. 잘 알려진 그의 작품 중에는 에드워드 호퍼의 유명한 《밤을 지새우는 사람들》(Nighthawks)를 패러디한 것이 있다.

## 약력
- 1982년, 함부르크 전문 기술 대학(Hamburger Fachhochschule für Gestaltung)의 권한 교수직 제안을 거절함.
- 1985년, 루돌프 하우스너(Rudolf Hausner)가 자신의 후임으로 빈 시각예술 대학의 회화 상급 세미나 교수자리를 추천하지만, 헬른바인은 독일로 이주.
- 독일과 오스트리아의 국영 텔레비전이 기획한 영화 "헬른바인"이 아돌프 그림 상 (Adolf-Grimme prize)의 최우수 텔레비전 다큐멘터리, 에두아르 라인 상 (Eduard-Rhein prize), 그리고 골데넨 카데르 상 (Goldenen Kader award) 을 받음.
- 이 기간 동안 헬른바인은 사실주의적 작품 외 추상적이고 표현적인 스타일의 그림들을 계발하기 시작함.
- 1988년, 50년 전 발생했던 유대인 대학살의 발단점이었던 크리스탈나흐트를 추모하는 뜻으로 쾰른시 도심의 루트비히 박물관과 쾰른 대성당 사이에 100미터짜리 설치물을 세움. 이후 공공장소에서의 대형 설치물은 그의 작품에서 큰 비중을 차지하게 됨.
- 1990년, 디지털 사진과 컴퓨터로 만들어낸 이미지에 관심을 가지고, 그 결과물에 고전 유화법을 적용시키는 작업을 함.
- 1994년, 베를린 민중극장에서 한스 크레스닉의 무용극 〈멕베스〉의 무대 디자인, 의상, 화장을 총괄함. 이 연극은 베를린 연극 상을 받음.
- 1997년, 아일랜드로 이주함.
- 같은 해에 상트페테르부르크에 있는 러시아 국립 박물관(State Russian Museum St. Petersburg) 이 헬른바인 회고전을 개최하며 그의 모노그래프를 출판함.
- 2000년, 샌프란시스코 현대미술관과 로스 앤젤레스 시립미술관(Los Angeles County Museum of Art) 외 다수의 미국 미술관들에서 그의 작품을 전시함.
- 2001년, 함부르크 국립오페라단(Hamburgische Staatsoper)에서 만든 스트라빈스키 작 오페라 〈The Rake's Progress〉의 무대와 의상 디자인을 총괄함.
- 2002년, 로스앤젤레스에 스튜디오를 설립함.
- 헬른바인 다큐멘터리 아홉 번째 11월의 밤 (Neunter November Nacht)의 프리미어가 로스 앤젤레스에 위치한 관용 박물관 (Museum of Tolerance)의 사이먼 위젠털 센터 (Simon Wiesenthal)에서 상영됨.
- 마릴린 맨슨과 멀티미디어 프로젝트 "The Golden Age of Grotesque"를 합작함. (그 후 맨슨은 디타 본 티스와 아일랜드에 위치한 헬른바인의 저택에서 결혼하게 됨.) 숀 펜과도 비디오와 영화 작업을 함께 함.
- 2004년, (California Palace of the Legion of Honor, San Francisco Fine Arts Museums) 과 샌프란시스코 미술 박물관에서 "The Child" 라 불리는 원맨쇼를 전시함.
- 막시밀리안 셸과 합작한 슈트라우스의 오페라 "Der Rosenkavalier" 가 로스 앤젤레스 오페라에서 공연함.
- 아일랜드 시민권을 획득함.
- 2005년, 베이징 국립 박물관에서 헬른바인 회고전을 개최함.

헬른바인은 현재 아일랜드와 로스앤젤레스에서 거주하며 작업 중임.

## 인용문
내가 다녔던 그 어떤 학교들보다도 도널드 덕에게서 훨씬 더 많이 배웠다.— 고트프리트 헬른바인

헬른바인은 우리 시대에 생존하는 소수의 흥미로운 화가들 중 하나이다.— 노먼 메일러

이 세상은 유령의 집이고, 때때로 헬렌바인이 우리의 여행 가이드가 되어준다. 그는 작품들을 통해 슬픔, 아이러니, 추악함, 그리고 아름다움을다룬다. 그러나 고트프리트의 작품 모두가 캔버스 위에 있는 것은 아니다. 그가 자신의 생애를 접근해 온 방법 자체가 큰 비중을 차지한다. 더 나아가서, 그를 개인적으로 알아야만 이것을 알 수 있는 것이 아니다. 누구든지 그의 그림들을 한 번만 쳐다보면 이 사람은 세상을 안다고 감탄할 것이다. 우물 속에 앉아 이런 것을 만들어 낼 수는 없는 것이다. 이런 차원의 작품은 분명 벌어서 성취한 것이다.— 숀 펜

## 선정된 자료
The Child, 고트프리드 헬른바인의 작품들
- 솔로 전시회 2004
- 샌프란시스코 미술관
- Robert Flynn Johnson, Harry S. Parker(ISBN 0-88401-112-7)Robert Flynn Johnson, Helnwein

헬른바인 모노그래프
- 고트프리드 헬른바인, 회고전 1997
- 러시아 국립 박물관, 상트페테르부르크
- Alexander Borovsky, 현대 미술 관리자
- Klaus Honnef, Peter Selz, William Burroughs,
- Heiner Müller, H.C. Artmann.
- (ISBN 3-930775-31-X), Koenemann, 1999 (ISBN 3-8290-1448-1)
- Peter Selz, Helnwein], Alexander Borovsky, Helnwein

헬른바인 – 아홉 번째 11월의 밤 (Ninth November Night), 2003
- 다큐멘터리
- 관용 박물관 (Museum of Tolerance), 사이먼 위젠털 센터 (Simon Wiesenthal Center), Los Angeles
- Johnathon Keats, Simon Wiesenthal
- Johnathon Keats, Helnwein